# Édouard John Ravel
Pour les articles homonymes, voir Ravel (homonymie).
Jean-Édouard Ravel, aussi dit Édouard John Ravel ou simplement Édouard Ravel, né à Versoix le 5 mars 1847 et mort à Genève Plainpalais le 8 mars 1920, est un peintre, graveur et illustrateur suisse.

## Biographie
Édouard Ravel, oncle du compositeur Maurice Ravel, commence sa carrière par un apprentissage dans le cadre de la « Fabrique » qui formait alors des décorateurs pour l'horlogerie puis ouvre son propre atelier d'émailleur avant de s'inscrire à l'École d'art de Genève, où il est élève de Barthélemy Menn et Jacques Alfred van Muyden (en) à Genève.
Artiste polyvalent, Ravel pratique de nombreuses techniques : la miniature, le dessin, l'aquarelle, le pastel, l'eau-forte et la pointe sèche, l'affiche, la peinture de chevalet et la décoration monumentale. Ses talents multiples lui permettent cultiver la scène de genre, le portrait, la peinture d'animaux, le paysage, la peinture d'histoire et l'allégorie. 
Il fait partie de la Commission fédérale des Beaux-Arts et enseigne l'art appliqué à l'industrie et l'histoire de l'art à l'École des Beaux-Arts de Genève, mais trouve sa voie en Valais, notamment à Évolène, parcourant à partir de 1885 le val d'Hérens et celui d'Anniviers à la recherche de vues pittoresques.
Il commence à exposer au Salon de Paris à partir de 1878. Il y obtient une mention honorable en 1879 pour son premier chef-d'œuvre, L'école de dessin, inspiré peut-être de l'institution genevoise dite « L'école des demoiselles » créée en 1852 et réservée aux jeunes filles, et qui fonctionne jusqu'en 1870. Il reçoit une médaille de bronze lors de l'Exposition universelle de 1889 à Paris.
Dans le domaine de la peinture d'histoire il s'illustre notamment avec sa Justice chez les Helvètes qui lui vaut en 1891 un troisième prix au premier concours pour la décoration du Tribunal fédéral de Montbenon à Lausanne. Cette composition est ensuite développée sur une grande toile donnée à l'Hôpital de Genève puis diffusée par une carte postale ; elle est reprise en 1904 pour illustrer l'Histoire de la Suisse par William Rosier.
Édouard Ravel a obtenu diverses commandes de décoration monumentale, notamment pour la Mairie de Plainpalais, à Genève, où l'artiste signe en 1894 une grande composition illustrant les Jardins maraîchers de la ville, ou encore pour la salle communale de Plainpalais construite par l'architecte Joseph Marshall en 1908-1909, où il réalise en 1912 une grande toile intitulée Harmonies célestes.
Plusieurs tableaux d'Édouard Ravel sont conservés dans la demeure de Maurice Ravel à Montfort-l'Amaury, le Belvédère : notamment trois portraits de famille dans le salon de musique (Maurice Ravel enfant, Édouard Ravel — son frère cadet — enfant, et la mère du compositeur, Marie Delouart). Un portrait présumé du père de Maurice Ravel par son frère a été acquis en 2017 par les Amis de Maurice Ravel.
Artiste longtemps relégué au purgatoire des oubliés parce que ne faisant pas de la « peinture moderne », Ravel fait pourtant preuve d'un grand métier et de talents multiples. Il est aujourd'hui peu à peu réhabilité. Ainsi, il a fallu attendre 2014 pour qu'un galeriste français organise à Morges sa première exposition depuis 1928.

Œuvres de Jean-Édouard Ravel
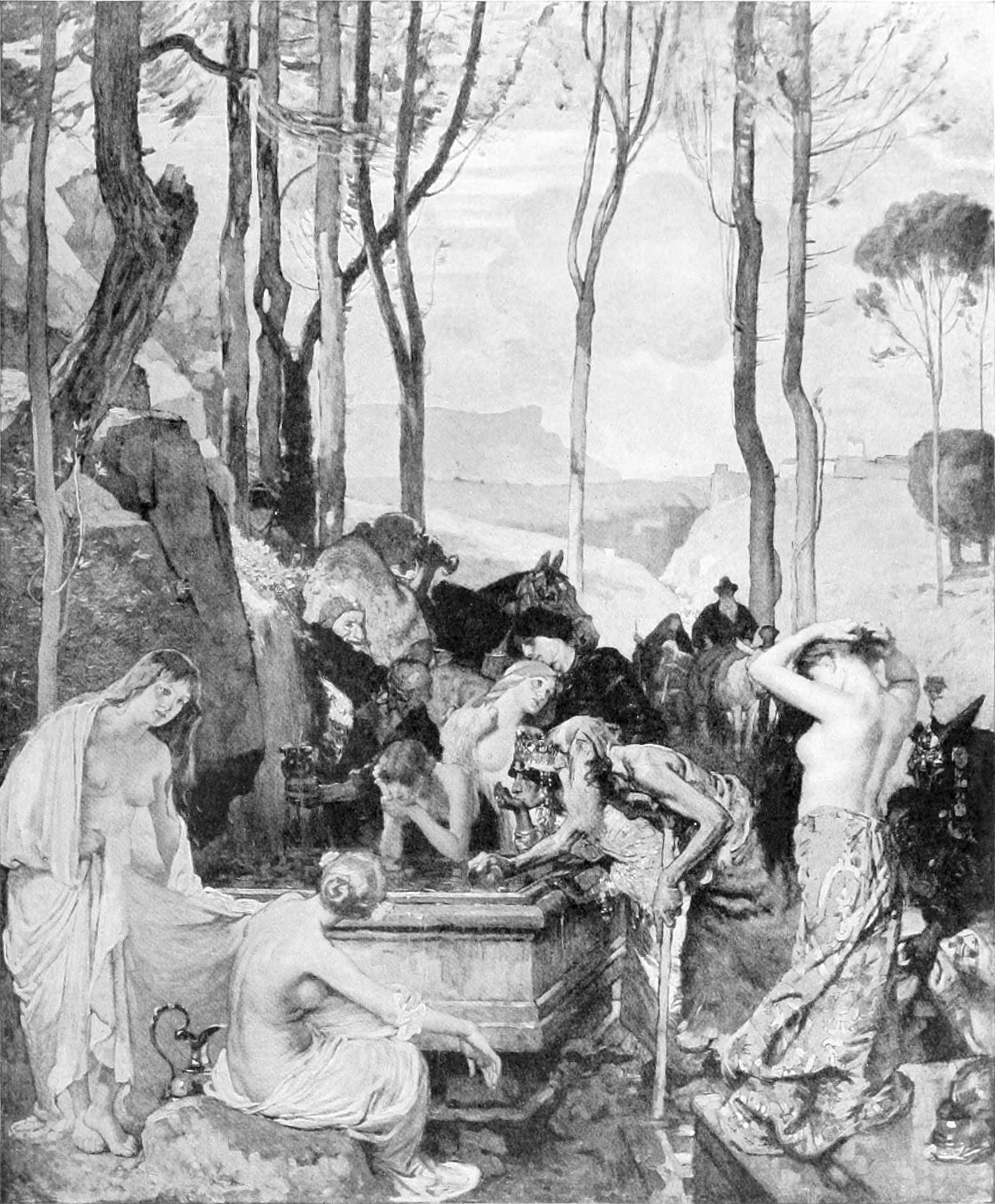
La Fontaine de jouvence
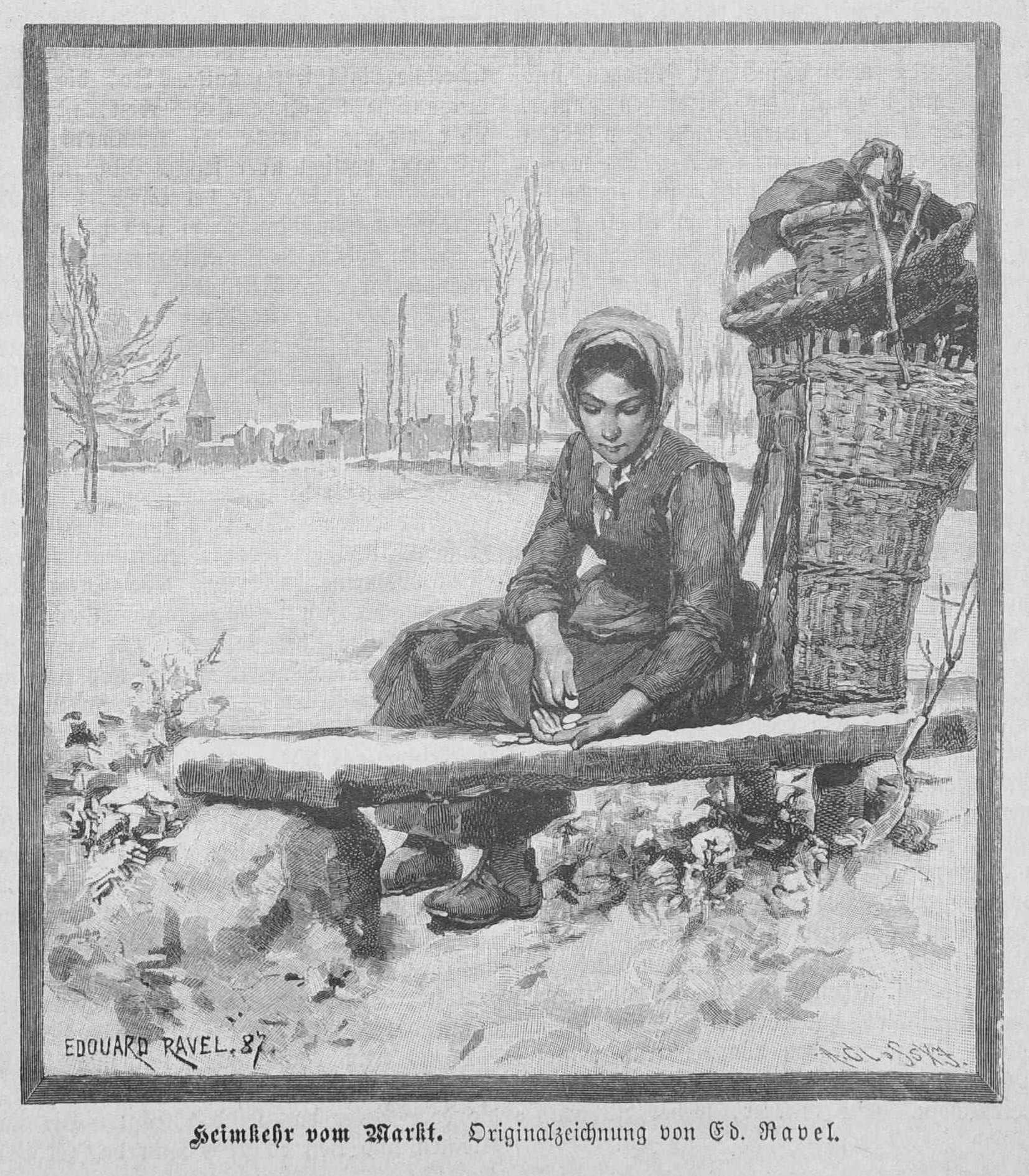
Le Retour du marché (1887).
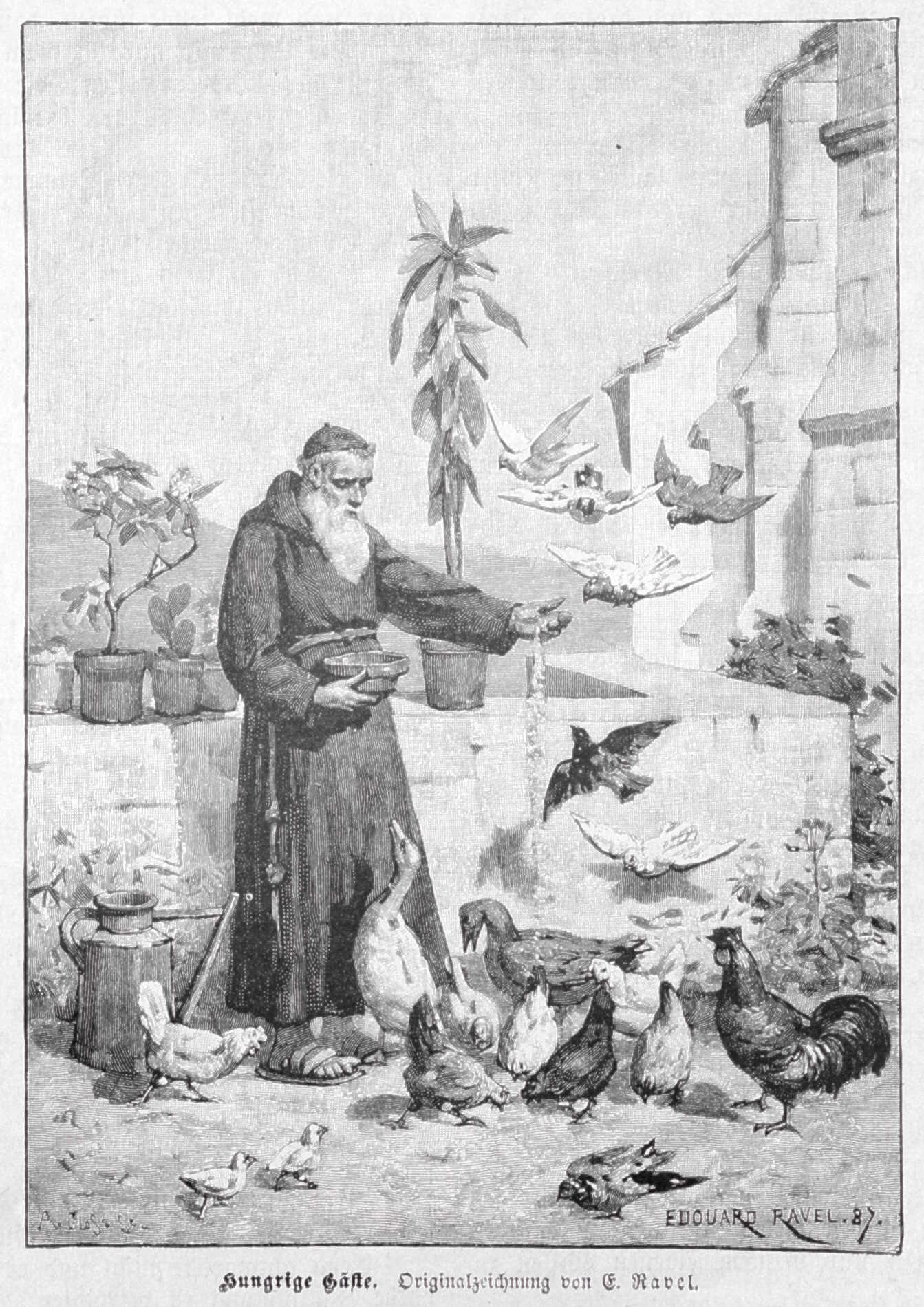
Les Invités affamés (1887).